# Smardzew (Zgierz)
Pour les articles homonymes, voir Smardzew.
Smardzew est une localité polonaise de la gmina et du powiat de Zgierz en voïvodie de Łódź.